# ابن منجب صیرفی
علی بن مُنجب بن سلیمان شهرت‌یافته به ابن مُنجِب صیرفی (۱۰۷۱ - ۱۱۵۵م) کاتب و تاریخ‌نگار مصری بود.  از آثار او «الإشارة إلی من نال الوزارة»، «فنون دیوان الرسائل»، «إنباء الهصر بأبناء العصر». نیز کمی شعر عادی از او به جا مانده است.